# Jaguar Mark IV
O Jaguar Mark IV é uma linha de automóveis construídos pela Jaguar Cars de 1945 a 1949. Os carros foram comercializados como Jaguar 1½ Litre, Jaguar 2½ Litre and Jaguar 3½ Litre com o nome Mark IV posteriormente aplicado em retrospecto separando este modelo da linha Mark V seguinte.
A linha foi um retorno à produção dos modelos SS Jaguar 1½ Litre, 2½ Litre e 3½ Litre produzidos pela SS Cars de 1935 a 1940. Antes da Segunda Guerra Mundial, o nome de modelo Jaguar foi dado a todos os carros da linha construída pela SS Cars Ltd. com os sedãs intitulados SS Jaguar 1½ Litre, 2½ Litre ou 3½ Litre e os carros esportivos de dois lugares SS Jaguar 100 2½ Litre ou 3½ Litre. Em março de 1945, o nome da empresa SS Cars Ltd foi alterado para Jaguar Cars Ltd.
Todos os Mark IV foram construídos em uma estrutura de chassi separada com suspensão por molas semi-elípticas em eixos rígidos dianteiro e traseiro.